# Chiesa di San Pietro in Vincoli (Zoppé)
La chiesa di San Pietro in Vincoli è la parrocchiale di Zoppé (TV); fa parte della diocesi di Vittorio Veneto.

## Storia
L'antica chiesa di Zoppé, i cui resti sono ancor oggi visibili, non era situata al centro del paese, ma in località Palù del Bosco. 
L'attuale parrocchiale venne edificata tra il 1588 ed il 1589 e consacrata il 27 settembre 1615.
L'edificio fu poi ampliato ed abbellito intorno al 1840 su progetto di Stefano De Marco. La chiesa fu ristrutturata nel 1900 ed il coro ingrandito nel 1924.

## Interno
Al suo interno sono conservate numerose opere d'arte. Tra le tele: la pala dell'altar maggiore, Gesù tra gli apostoli consegna le chiavi a Pietro, attribuita a Cesare Vecellio; una Madonna con il Bambino Gesù tra i Santi Sebastiano e Rocca, di Gaspare Fiorentini; una Trinità con i santi Gregario Magno, Benedetto e Tiziano, opera di Francesco Frigimelica il vecchio; una Madonna del Rosario con i Santi Benedetto, Caterina da Siena, papa Pio V e il doge Alvise Mocenigo, opera di Baldassare d'Anna. Notevole poi il tabernacolo e l'altare ligneo, di Paolo Ghirlanduzzi, il fonte battesimale in pietra, risalente al 1690, e gli affreschi novecenteschi del presbiterio, opere di Giovanni Zanzotto.

## Campanile
La chiesa ha un campanile mozzo, di cui resta solo la base, che dà sulla piazza circondata dal borgo centrale.